# Сіамська революція 1688 року
Сіамська революція 1688 року — народні хвилювання в сіамському королівстві Аюттхая (сучасний Таїланд), які призвели до повалення прозахідного сіамського короля Нарая. Один з довірених військових радників Нарая, командувач королівського корпусу Петрача, скориставшись хворобою короля, вбив його спадкоємців, декількох місіонерів, впливового міністра закордонних справ, грецького авантюриста Костянтина Геракіса. Потім Петрача одружився з дочкою Нараї, здобув трон і проводив політику витіснення французького впливу і збройних сил з Сіаму. Однією з найвидатніших битв була облога фортеці Бангкока в 1688 році. Десятки тисяч сіамських солдатів чотири місяці облягали французьку фортецю в Бангкоку. У результаті революції Сіам практично розірвав усі зв'язки з Заходом, поки в XIX столітті контакти не відновилися.

## Історія

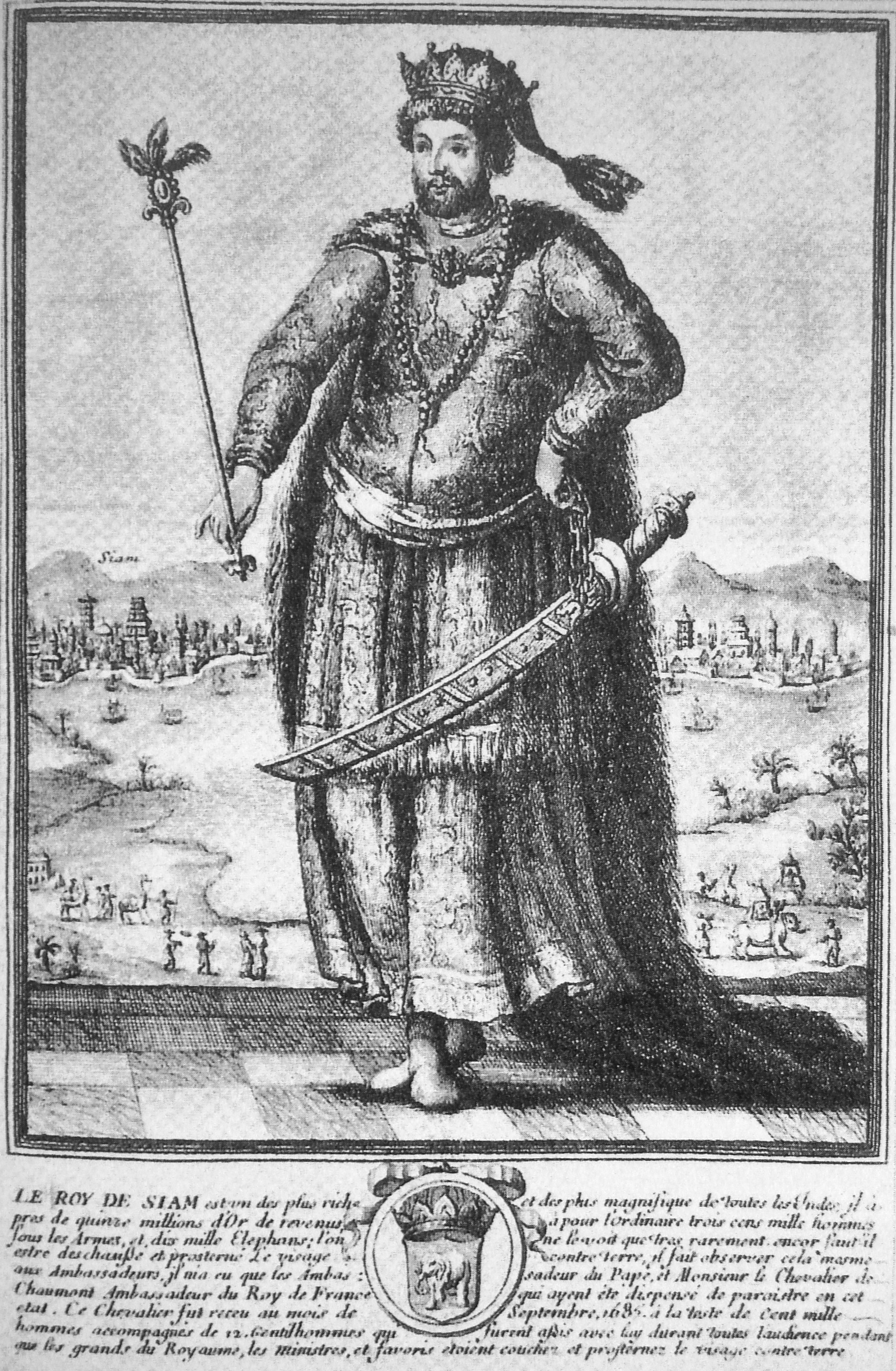
Король Сіаму Нарай

У роки свого правління Король Нарай розширив дипломатичні місії з низкою західних держав, включаючи Францію, Англію і Ватикан. Місії існували в Персії, Індії та Китаї, а також у сусідніх державах. Особливістю правління короля був стрімкий зліт грецького авантюриста Костянтина Геракіса, який обіймав посаду сучасного прем'єр-міністра.

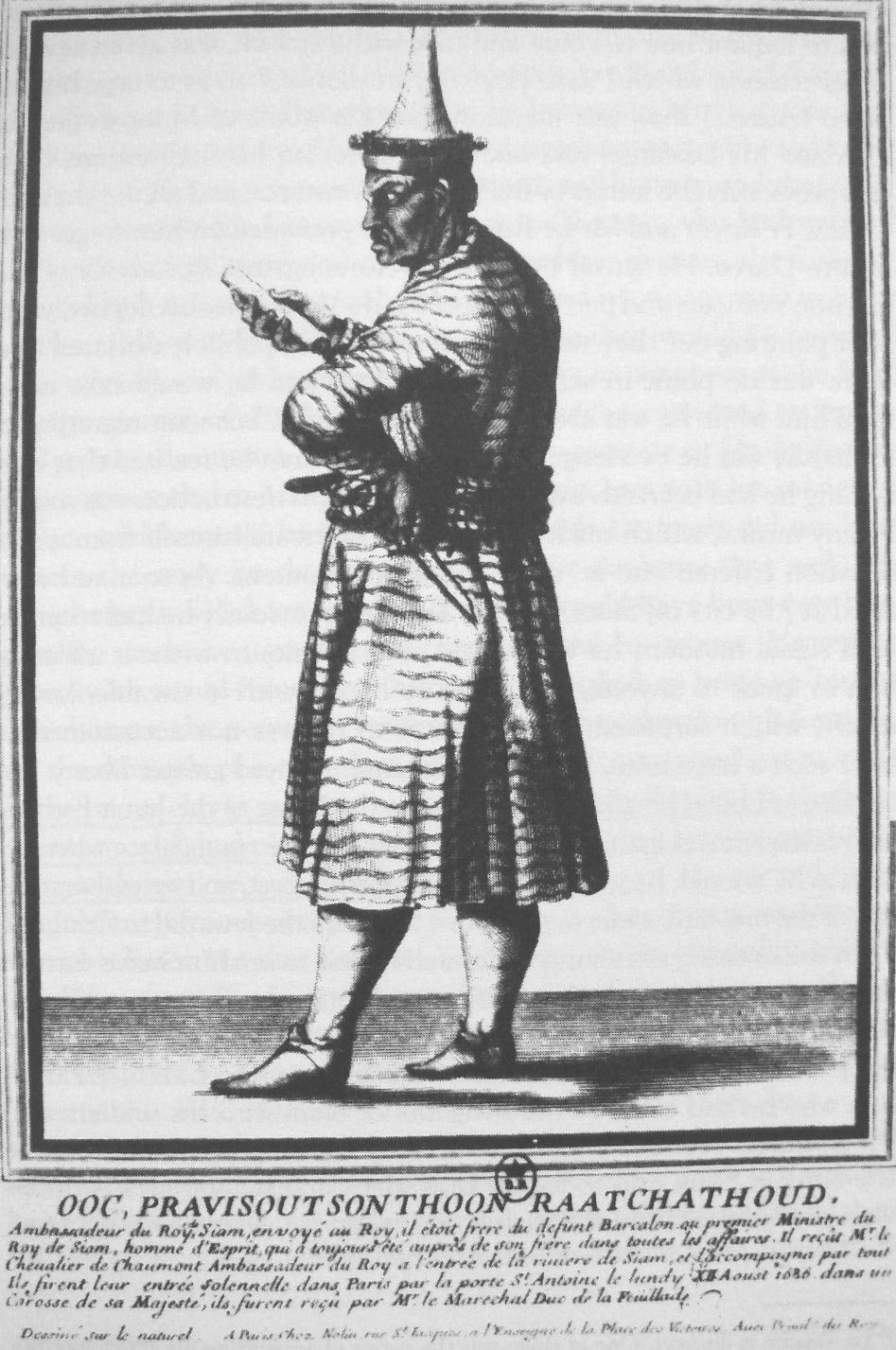
Коса Пан, посол у Франції в 1686 році, після революції став міністром закордонних справ і торгівлі

На противагу португальцям і голландцям король Нарай прагнув до розширення відносин з французами, численні посольства з контактами в обох напрямках.
Франція прагнула до збереження своїх військ у цьому регіоні та навернення короля в католицизм. З дозволу Нарая в містах Мергуі і Бангкок стояли фортеці з французькими військами, що забезпечували противагу голландському впливу в регіоні й боролися з піратством. Наявність французьких військ призвела до національних заворушень, які досягли максимуму в 1688 році. Сіамські придворні обурювалися втручанням грека Геракіса в державні справи, а буддійські священнослужителі були стурбовані зростанням ролі французьких єзуїтів.
Коли король Нарай у березні 1688 важко захворів, змовники активізувалися. У квітні цього року Геракіс попросив військової допомоги у Франції. Французи ввели в палац Лопбурі 80 своїх солдатів і 10 офіцерів, однак потім вони відступили, побоюючись сіамських повстанців. Французи були дезорієнтовані помилковими чутками про смерть короля.
10 травня 1688 року вмираючий Король Нарай, знаючи про майбутню суперечку за правонаступництво, зібрав своїх найближчих радників, включаючи командувача королівського корпусу Петрачу. Король Нарай призначив свою доньку Кромлуан Йотатепа його наступницею. Троє його радників мали бути регентами.
Рішення Нарай не заспокоїло його наближених і спонукало Петрачу до рішучих дій. За підтримки військових і буддійського духовенства 17—18 травня 1688 року був заарештований король Нарай. 5 червня Геракіса заарештували за звинуваченням у державній зраді, а потім обезголовили. Убили сина короля Мам Пі і багатьох членів сім'ї Нарая. Його правонаступники по праву були вбиті 9 липня. Сам король Нарай помер в ув'язненні 10—11 липня. Пхра Пхетрача був коронований 1 серпня. Коса Пан, колишній посол у Франції, прихильник Петрачі, став міністром закордонних справ і торгівлі.
Принцесі Кромлуан Йотатепа довелося одружитися з Петрачею і стати королевою.

## Вигнання французьких військ
Облога Бангкока є ключовою подією сіамської революції 1688 року. Після державного перевороту, в ході якого був схоплений король Нарай і страчені його наступники, королем став Петрача. Сіамські війська протягом чотирьох місяців облягали французьку фортецю в Бангкоку. Повстанці зібрали близько 40 000 оснащених сотнею гармат солдат, проти 200 французів у фортеці. Навколо французької фортеці були побудовані 12 маленьких фортів, кожен з яких містив від семи до десяти гармат.
У ході облоги напруженість між двома сторонами поступово спадала. Після переговорів, за угодою, французи покинули країну.
Облога Бангкока ознаменувала закінчення французької військової присутності у Сіамі.
Із закінченням облоги почався довгий період, протягом якого Сіам залишався в стороні від контактів із західними країнами. Лише кільком французьким місіонерам було дозволено залишатися в країні, в той же час торгівля з іншими європейськими країнами, такими як Португалія, Голландська Республіка і Англія тривала на обмеженому рівні.
Відновлення контактів з Заходом почалося з підписання в 1826 році Договору про дружбу і торгівлю з Великою Британією. Дипломатичні обміни з Сполученими Штатами Америки почалися в 1833 році. Контакти з Францією не поновлювалися до 1856 року, коли Наполеон III відправив посольство до короля Монгкуту. 15 серпня 1856 року був підписаний договір з Францією, що забезпечував сторонам гарантії релігійних свобод і доступ французьких військових кораблів в Бангкок. У червні 1861 року французькі військові кораблі привезли до Франції тайське посольство.